# Mesocyclops splendidus
Mesocyclops splendidus är en kräftdjursart som beskrevs av Lindberg 1943. Mesocyclops splendidus ingår i släktet Mesocyclops och familjen Cyclopidae. Inga underarter finns listade i Catalogue of Life.